# Claude Imbert (philosophe)
 (juin 2024).
Ne doit pas être confondu avec Claude Imbert (journaliste).
Pour les articles homonymes, voir Imbert.
Claude Imbert, née le 16 octobre 1933, est une philosophe et logicienne française.

## Biographie
Ancienne élève de l'École normale supérieure de jeunes filles de Sèvres, elle obtient l'agrégation de philosophie en 1958. Traductrice de l'allemand en français et traductrice de Gottlob Frege, elle est professeure émérite à l'École normale supérieure de la rue d'Ulm. Elle est officier de l'ordre national du Mérite depuis 2012.

## Publications
- Logique et langage dans l'ancien stoïcisme : essai sur le développement de la logique grecque, 1975.
- Frege (1879-1979) : extraits, avec E.D. Klemke et F. Jacques, Bruxelles, Revue Internationale de Philosophie, 1979.
- Histoire et structure. À la mémoire de Victor Goldschmidt, études réunies par Jacques Brunschwig, Claude Imbert et Alain Roger, Paris, Vrin, 1985[3].
- Centenaire de Ludwig Wittgenstein (1889-1951), Tunis, Faculté de sciences humaines et sociales, Université de Tunis I, 1991.
- Phénoménologies et langues formulaires, Paris, PUF, coll. « Épiméthée », 1992.
- Stanley Cavell, Heidegger, Kant, avec Stanley Cavell, Sandra Laugier et Jean-Luc Nancy, sous la direction de Francis Fischer et François Makowski, Strasbourg, Université des sciences humaines, 1997.
- Pour une histoire de la logique : un héritage platonicien, Paris, PUF, 1999.
- La peinture de Manet, par Michel Foucault, avec Dominique Chateau, Thierry de Duve et Maryvonne Saison, Paris, Éditions du Seuil, 2004.
- Maurice Merleau-Ponty, Paris, Ministère des affaires étrangères, ADPF, 2005.
- Penser par cas, sous la direction de Jean-Claude Passeron et Jacques Revel, Paris, Éditions de l'École des hautes études en sciences sociales, 2005.
- Lévi-Strauss, le passage du nord-ouest, Paris, L'Herne, 2008.
- Retour sur le galiléisme philosophique et son héritage : questions pour aujourd'hui, avec Jocelyn Benoist, Ali Benmakhlouf, Philippe Casadebaig et Patrice Henriot, Paris, Vrin, 2023.

## Articles
- « Théorie de la représentation et doctrine logique dans le stoïcisme ancien », in Jacques Brunschwig (dir.), Les Stoïciens et leur logique, Paris, Vrin, 1978.
- Préface à Wittgenstein, Le cahier bleu et le cahier brun, trad. française de Marc Goldberg et Jérôme Sackur, Paris, Gallimard, coll. « Bibliothèque de philosophie », 1996.
- Préface à Jean-Pierre Belna, La notion de nombre chez Dedekind, Cantor, Frege : théories, conceptions et philosophie, Paris, Vrin, coll. « Mathesis », 1996.

## Traductions
- Frege, Les Fondements de l'arithmétique, Paris, Seuil, coll. « L'ordre philosophique », 1970.
- Frege, Écrits logiques et philosophiques, Paris, Seuil, coll. « L'ordre philosophique », 1971, contenant :
  - Que la science justifie le recours à une idéographie, 1882
  - Sur le but de l'idéographie, 1882
  - Fonction et concept (Funktion und Begriff), 1891
  - Sens et dénotation (Über Sinn und Bedeutung), 1892
  - Concept et objet (Über Begriff und Gegenstand), 1892
  - Qu'est-ce qu’une fonction ? (Was ist eine Funktion?), 1904
  - Recherches logiques : La Pensée, La Négation, La Composition des pensée (Eine logische Untersuchung : « Der Gedanke » [lire en ligne], « Die Verneinung », « Gedankengefüge »), 1918 - 1923